# Ye Si Ca
Ye Si Ca é o segundo álbum de estúdio da banda de Synthpop sueca Secret Service, lançado no ano de 1981, suas principais faixas são "Ye Si Ca", "Crossing A River" e "L.A Goodbye".
Já depois de seu primeiro álbum, Secret Service foi, segundo a ABBA, ato internacionalmente mais bem sucedido da Suécia. Uma impressionante façanha qualquer banda acharia difícil de lidar. Mas Secret Service ", a banda no.1 mais discreta da história do pop" encontrou o sucesso desafiador e gravou um álbum forte follow-up, "Ye-Si-Ca", a partir do qual a faixa-título e "LA Goodbye "foram levantadas para se tornar grande hit singles internacional. Após o sucesso de "Ye-Si-Ca" na América do Sul, do Serviço Secreto mesmo embarcou em uma grande turnê do continente.

## Faixas
1. "L.A Goodbye"
2. "Broken Hearts"
3. "Angelica & Ramone"
4. "Friday Night"
5. "Ye Si Ca"
6. "King & Queen"
7. "Crossing A River"
8. "Don´t Go Away"
9. "Stay Here The Night"

## Integrantes
- Ola Håkansson - vocal
- Leif Paulsen - baixo, vocal
- Leif Johansson - bateria
- Ulf Wahlberg - teclado

## Produção
- Produtor: Ola Håkansson
- Engenheiro: Owe Norsten
- Mixagem: Tim Norell
- Direção de arte: Anders Wåhlmark , Mats Dalunde